# Sheldon Adelson
Sheldon Adelson (Boston, 1 de agosto de 1933 – 11 de janeiro de 2021) foi um empresário americano, proprietário, co-criador, CEO e presidente da empresa Las Vegas Sand Corporation. Sua fortuna foi estimada pela revista americana Forbes em torno de mais de 28,5 bilhões de dólares americanos em 2014.
Sheldon encabeçou o grupo de empresários que implantaram em Macau o mega-projeto de um Cassino, este com os moldes dos que foi proprietário em Las Vegas e Atlanta, ambas nos EUA.

## Fortuna de Sheldon Adelson
De acordo com a revista econômica Forbes, ele é o sexto homem mais rico do mundo, e terceiro americano. Ela era avaliada em 2003 em 1,4 bilhões, mas teve um incrível aumento de 25,1 bilhões de dólares, chegando a marca de 38 bilhões de dólares em 2014.
Em 2014 a Revista Forbes classificou Sheldon como a 8° pessoa mais rica do mundo, com 38 bilhões de dólares.
Atualmente, sua fortuna é de US$ 31,4 bilhões (de acordo com a revista FORBES).

## Infância e carreira
Sheldon era originário de uma pobre família judia, do bairro de Dorchester na cidade americana de Boston. Ele jovem trabalhou vendendo jornais em uma esquina sendo esse seu primeiro negócio, sendo com somente doze anos de idade. Nestes tempos ainda teve vários empregos como corretor de imóveis, consultor financeiro, conselheiro de investimentos. Neste ponto da carreira Adelson já possuía mais de 50 empresas.
No ano de 1998, Adelson e seus sócios adquiriram o seu maior patrimônio o Sands Hotel & Casino na cidade de Las Vegas, que já funcionara como moradia de Frank Sinatra. O Senhor Adelson e seus sócios construíram o Sands Expo and Convention Center, o primeiro centro de conveções privado dentro dos Estados Unidos da América.
Em 1995, o Covention Center e outros investimentos da parte artística da empresa são vendidos para o Softbank Corporation of Japan por uma bagatela de 866 milhões de dólares americanos.
Um dos seus maiores investimentos veio da mente do próprio criador, em 1991, na cidade de Veneza, Itália em lua de mel com sua esposa Miriam, um mega-resort com cassino  e várias formas de entretenimento, em maio de 1999 é aberto um dos maiores cassinos do mundo na cidade de Las Vegas, o The Venetian avaliado em 1,5 bilhão de dólares.

## Doações
Adelson costumava fazer mega-doações a instituições não-governamentais humanitárias. Ele fez uma doação de 25 milhões de dólares, no ano de 2006, para a instituição judaiaca-americana Birthright Israel, que organiza viagens para judeus retornarem à sua terra, Israel.

## Morte
Morreu em 11 de janeiro de 2021, aos 87 anos.